# Delahaye Type 21
Der Delahaye Type 21 ist ein frühes Pkw-Modell. Hersteller war Automobiles Delahaye in Frankreich.

## Beschreibung
Die Fahrzeuge wurden zwischen 1904 und 1909 hergestellt. Vorgänger war der Delahaye Type 13 und Nachfolger der Delahaye Type 39.
Der Vierzylinder-Ottomotor war in Frankreich mit 25–30 CV eingestuft und hat 110 mm Bohrung, 130 mm Hub und 4942 cm³ Hubraum. Er leistet bei den ersten Ausführungen 30 PS, bei späteren 35 PS. Er ist vorn im Fahrgestell eingebaut und treibt über Ketten die Hinterachse an.
Im Dezember 1905 wurde der Kühlergrill geändert.
Das Fahrgestell war mit drei verschieden langen Radständen erhältlich, darunter 317 cm und 333 cm. Bekannt sind die Karosseriebauformen Tonneau, Doppelphaeton, Phaeton, Break und Limousine. 65 bis 80 km/h sind möglich.
Die Presto-Werke fertigten die Fahrzeuge in Lizenz.